# Alicja Schnepf
Alicja Maria Schnepf z domu Szczepaniak (ur. 20 sierpnia 1930 w Warszawie, zm. 29 maja 2025 tamże) – polska działaczka społeczna uhonorowana tytułem Sprawiedliwej wśród Narodów Świata.

## Życiorys
Urodziła się na Mokotowie 20 sierpnia 1930 jako córka działacza PPS Antoniego Szczepaniaka, który zginął podczas obrony Warszawy w 1939 roku i Natalii Kuźniewskiej (1902–1999). W 1937 roku rozpoczęła naukę w Szkole Podstawowej nr 48 na ulicy Kowelskiej. W czasie wojny uczęszczała do tajnego gimnazjum przy ul. Miodowej w Warszawie. Od 1943 roku do wybuchu powstania warszawskiego wraz z matką ukrywała w swoim mieszkaniu na warszawskiej Pradze kilkoro Żydów. Udzieliły schronienia m.in. kilkuletniej Ninie Sandel i jej krewnej, Annie Albert.
W 1947 rok wyszła za mąż za oficera Ludowego Wojska Polskiego Maksymiliana Sznepfa. Przeprowadziła się następnie do Wrocławia, gdzie pracowała jako sekretarka i maszynistka w Wojewódzkim Urzędzie Bezpieczeństwa Publicznego. W 1951 roku powróciła do Warszawy, gdzie pracowała do 1956 jako sekretarka w Departamencie V Ministerstwa Bezpieczeństwa Publicznego. 
Według publicystki Doroty Kani, Alicja Schnepf miała być funkcjonariuszem Ministerstwa Bezpieczeństwa Publicznego biorącym udział w zwalczaniu podziemia antykomunistycznego, za co miała jej zostać przyznana specjalna renta, którą odebrano po 1989. 
Podjęła działalność w Polskim Towarzystwie Sprawiedliwych wśród Narodów Świata, w którym objęła funkcję sekretarza Zarządu Głównego.
Z małżeństwa z Maksymilianem Sznepfem (1920–2003), ma dwóch synów dyplomatę Ryszarda i Zygmunta. Jej wnuczka Zuzanna Schnepf-Kołacz została m.in. wicekonsulem RP w Mediolanie i zastępcą dyrektora Żydowskiego Instytutu Historycznego.
Pochowana na Cmentarzu Wojskowym na Powązkach.

## Odznaczenia i wyróżnienia
- Krzyż Komandorski Orderu Odrodzenia Polski (2008)[20].
- Tytuł Sprawiedliwy wśród Narodów Świata (1991)[4][3][2][6].
- Honorowe obywatelstwo Izraela[6].
- Wyróżnienie podczas uroczystości podczas uroczystości Garden of Righteous (Ogród Sprawiedliwych) organizowanej przez Kongregację Adas Israel w Waszyngtonie (2014)[15].